# 小泉村 (岐阜県可児郡)
小泉村（こいずみむら）は、かつて岐阜県可児郡に存在した村である。
土岐川の支流、大原川沿いの村であり、現在の多治見市北西部である。後に大規模な宅地開発が行われ、名古屋市のベッドタウン化している。

## 歴史
- 江戸時代末期、この地域は旗本領、天領であった。
- 1889年（明治22年）7月1日 - 大原村、根本村、野中村、北村が合併し、小泉村となる。
- 1914年（大正3年） - 日本初の円筒分水工が設置される[1]。
- 1944年（昭和19年）2月11日 - 多治見市に編入される。

## 学校
- 小泉国民学校（現・多治見市立小泉小学校）

## 交通
- 日本国有鉄道太多線
  - 根本駅[2]、小泉駅